# 루스벨트 아일랜드 트램웨이

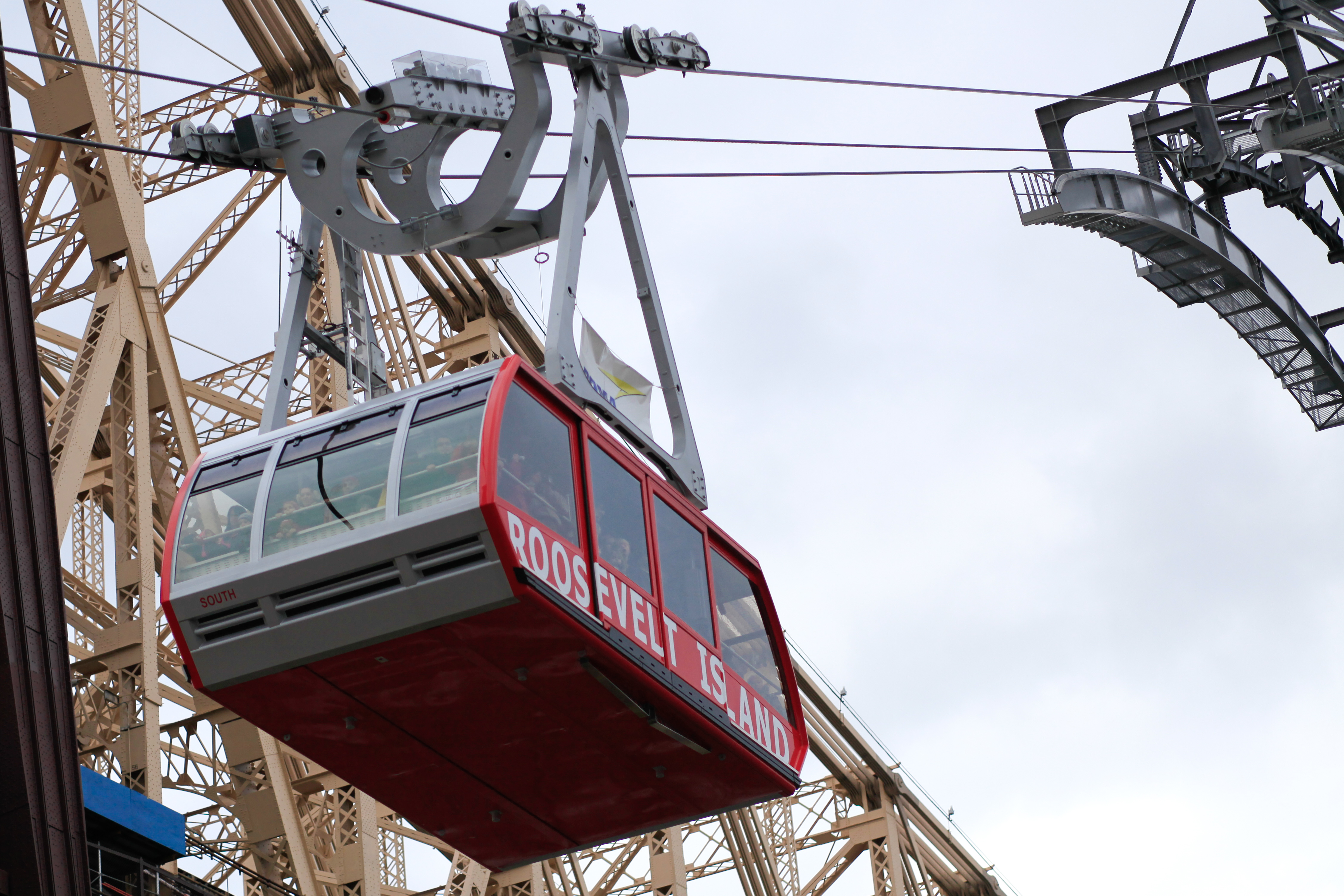
루스벨트 아일랜드 트램웨이

루스벨트 아일랜드 트램웨이(Roosevelt Island Tramway)는 맨해튼과 루스벨트섬을 연결하는 공중 케이블카이다. 북아메리카 유일의 공중 통근 케이블카이다.

## 같이 보기
- 뉴욕의 교통